# Накаліпітек
Накаліпітек (Nakalipithecus) — викопний рід гомінідів, що мешкав на території сучасної Кенії в пізньому міоцені, майже 10 млн років тому. Відомий тільки один вид Nakalipithecus nakayamai. Був описаний у 2007 році за одинадцятьма зубами та щелепою, знайденими у 2005 р. групою японських і кенійських дослідників в регіоні Накалі, Кенія, які й дали родову назву, що означає «мавпа зі Накалі». У видовій назві увічнена пам'ять одного з першовідкривачів, геолога Кацухіро Накаями, який помер, працюючи з цим видом.
Відомий за зразком KNM-NA46400 — правою щелепною кісткою з 3 молярами та 11 ізольованими зубами. Зразок щелепної кістки, ймовірно, належить самці, оскільки зуби схожі за розміром на зуби самок горил і орангутангів. У порівнянні з іншими людиноподібними мавпами, ікла короткі, емаль тонка, а моляри пласкіші. Накаліпітек, схоже, мешкав у склерофітовому лісовому середовищі. 

## Таксономія
Питання про те, де розвинулися людиноподібні мавпи — в Африці чи Євразії, є дискусійним, зважаючи на велику кількість ранніх викопних видів мавп в першій і малу кількість в другій, попри те, що всі сучасні людиноподібні мавпи, окрім орангутана, відомі з Африки. Перша міоценова африканська мавпа, самбурупітек, була відкрита в 1982 р. Незрозуміло, як накаліпітек споріднений з іншими мавпами. Можливо, ці пізньоміоценові африканські мавпи були стовбуровими людиноподібними мавпами, тісно пов'язаними з останнім спільним предком усіх сучасних африканських мавп, який існував близько 9—8 мільйонів років тому.
Накаліпітек і грецький Ouranopithecus macedoniensis віком 9 мільйонів років мають багато спільних рис, але у накаліпітека більше базальних (примітивних) ознак, що може свідчити про те, що він був предком або тісно пов'язаним з предком уранопітека. Уранопітеки, своєю чергою, постулюються як близькі родичі австралопітеків та лінії людини. Це свідчило б про те, що людиноподібні мавпи еволюціонували в Африці. Однак докази спільного походження можна також інтерпретувати як конвергентну еволюцію, зі схожими зубними адаптаціями, спричиненими проживанням у схожому середовищі, хоча уранопітек, схоже, споживав більше твердих продуктів, ніж Nakalipithecus.
Накаліпітек також розглядається як предок Chororapithecus, якому 8 мільйонів років, і який, можливо, є раннім представником лінії горил. Якщо обидва припущення вірні, то накаліпітек потенційно може бути раннім представником горили.